# Edy Azuaje
Edy José Azuaje León (ur. 10 marca 1971) – wenezuelski zapaśnik walczący w obu stylach. Zajął 21. miejsce na mistrzostwach świata w 1997. Szóste i ósme miejsce na igrzyskach panamerykańskich w 1991. Złoty i brązowy medal na igrzyskach Ameryki Południowej w 1990 i mistrzostwach Ameryki Południowej w 1990. Trzeci na igrzyskach boliwaryjskich w 1997 roku.